# King Harvest (Has Surely Come)
King Harvest (Has Surely Come) – utwór grupy The Band, napisany przez Robbie Robertsona, wydany na płycie The Band (znanej również jako „Brązowy Album”) w 1969. Utrzymany jest w konwencji bluesowej z elementami soulu i R&B.
Tłem utworu jest – jak w wielu piosenkach The Band – farmerskie życie w Stanach Zjednoczonych. Piosenka zestawia dwa plany: ziemski i boski, uosabiany przez siły przyrody. W refrenie słyszymy: Listen to the rice when the wind blows across the water, King Harvest has surely come (Posłuchaj ryżu kiedy wiatr wieje poprzez wodę, to przybył Król Żniw). Codzienne sprawy amerykańskiego farmera, bohatera piosenki (dbałość o plony, planowanie strajku, małe zyski i duże straty) są zatem ściśle związane z cyklem natury. Mało tego: są mu zależne i pozostają wobec niego całkowicie bezsilne.Król Żniw ma nie tylko władzę nad urodzajem, ale również nad mentalnością ludzi, ich emocjami oraz nad ich codziennym życiem. Mistycyzm refrenu, kontrastujący z przyziemną tematyką zwrotek, podkreślają dodatkowo nisko śpiewane partie Richarda Manuela i Ricka Danko.
Utwór został także nagrany w wersji na żywo, podczas słynnego koncertu w Dniu Dziękczynienia, który odbył się w 1976 roku. Dwa lata później został on wydany na dwupłytowym albumie The Last Waltz. Jednak dopiero w 2002 roku wydany został zbiór płyt, na którym znalazła się ta kompozycja.